# 미가

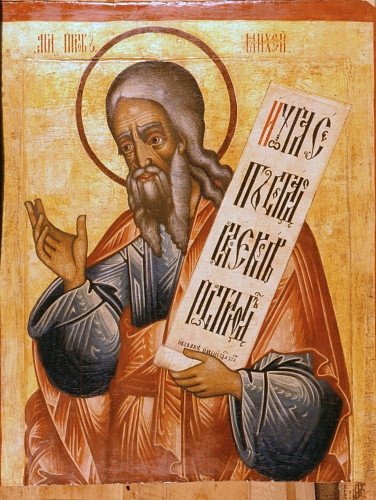

미가(히브리어: מִיכָה הַמֹּרַשְׁתִּי Mīḵā hamMōraštī "Micah the Morashtite")는 히브리어 성경에 따르면 유대교의 예언자이자 미가서의 저자이다. 그는 히브리어 성경의 12명의 작은 예언자 중 한 사람으로 간주되며 예언자 이사야, 아모스, 호세아와 동시대 사람이었다. 미가는 유다 남서쪽에 있는 모레셋 가드 출신이었다. 그는 유다 왕 요담, 아하스, 히스기야 시대에 예언했다.
미가의 기별은 주로 예루살렘을 향한 것이었다. 그는 예루살렘과 사마리아의 장차 멸망, 유다 국가의 멸망과 장차 회복을 예언하고 부정직과 우상 숭배에 대해 유다 백성을 책망했다.
미가서 5장 2절은 기독교인들에 의해 예루살렘 바로 남쪽의 작은 마을인 베들레헴이 메시아의 출생지가 될 것이라는 예언으로 해석된다.

## 성경 이야기
미가는 기원전 722년 이스라엘이 멸망하기 전부터 유다에서 활동했으며 기원전 701년 산헤립의 유다 침공으로 인한 황폐화를 경험했다. 그는 대략 주전 737년에서 696년까지 예언했다. 미가는 시골에 살았고 종종 이스라엘과 유다의 도시 생활의 부패를 질책했다. 그의 메시지의 대상이 특권층을 대상으로 했기 때문에 주제의 아버지는 주어지지 않았으며 일반 사람들의 후손일 가능성이 높다.
미가는 유다 왕 요담, 아하스, 히스기야 시대에 예언했다. 웃시야의 아들 요담은 기원전 742년부터 735년까지 유다의 왕이었으며, 기원전 735년부터 715년까지 유다를 통치한 그의 친아들 아하스가 계승했다. 아하스의 아들 히스기야는 기원전 715년부터 696년까지 다스렸다. 미가는 선지자 이사야, 아모스, 호세아와 동시대 사람이었다. 미가 이후 약 30년 후에 예언한 예레미야는 미가를 히스기야 통치 기간에 예언한 모레셋 출신의 예언자로 인정했다.